# 白俄羅斯國家男子籃球隊
白俄羅斯國家男子籃球隊是白俄羅斯的國家男子籃球代表隊。白俄羅斯自1992年開始加入國際籃聯，開始參加國際籃球賽事。白俄羅斯國家男子籃球隊由白俄羅斯籃球協會管理。白俄羅斯迄今為止沒有參加過奧運會籃球比賽和世界籃球錦標賽及歐洲籃球錦標賽等主要籃球賽事。